# Nermedin Selimov
Nermedin Selimov (n. 3 ianuarie 1954, Biserți, Kubrat, Razgrad, Bulgaria) este un luptător ce a reprezentat Bulgaria, medaliat olimpic. A participat la o ediție a Jocurilor Olimpice (1980) în care a câștigat o medalie de bronz.

## Participări
Lista de mai jos prezintă principalele competiții la care a participat Nermedin Selimov de-a lungul carierei.
- wrestling at the 1980 Summer Olympics – men's freestyle 52 kg[*]